# Корякин, Максим Владимирович
Максим Владимирович Корякин (род. 29 мая 1982, Москва) — российский хоккейный вратарь. Мастер спорта России (2009).

## Биография
С шести лет занимался футболом, затем перешёл в хоккей, тренеры Юрий Чебарин, Сергей Гимаев. Воспитанник ЦСКА. С сезона 1999/2000 начал играть в ХК ЦСКА-2 в первой лиге и в ХК ЦСКА в высшей лиге; также провёл 13 матчей за «Элемаш» Электросталь (2001/02). В сезоне 2002/03 выступал за «Спартак-2» Москва; 23 января провёл единственный матч в чемпионате России — в домашней игре против «Локомотива» Ярославль (2:5) при счёте 1:5 после второго периода заменил Стива Плуффа.
В сезоне 2003/04 провёл пять матчей за «Титан» Клин в ВЕХЛ, затем играл в низших лигах за «Кристалл» Электросталь (2003/04 — 2007/08, 2010/11 — 2011/12, 2014), «Молот-Прикамье» (2007/08), «Газовик» Тюмень (2007/08 — 2008/09), «Зауралье» Курган и «Газпром-ОГУ» Оренбург (2009/10).
Участник хоккейного турнира зимней Универсиады 2001, серебряный призёр хоккейного турнира зимней Универсиады 2007.